# Sjung
Sjung är den svenska musikern Lalehs fjärde studioalbum. Det släpptes den 25 januari 2012 av Lost Army/Warner Music Sweden. Den 3 februari 2012 gick det in som etta på svenska albumlistan.
Första singel från albumet var "Some Die Young" och låten hade premiär på P3 Guld-galan den 21 januari 2012 i Göteborg. Den 5 februari 2012 gick den in som tvåa på Digilistan och 22 april på Svensktoppen. Med anledning av terrorattentaten i Norge 2011 kom singeln att spela stor roll i Norge. Albumet gick upp som etta på Norska albumlistan.
Som albumets andra singel valdes "Vårens första dag". Låten finns med i Helena Bergströms film Julie från 2013.

## Låtlista
| Nr  | Titel             | Kompositör      | Producent | Längd |
| --- | ----------------- | --------------- | --------- | ----- |
| 1.  | Elephant          | Laleh Pourkarim | Pourkarim | 4:09  |
| 2.  | Some Die Young    | Pourkarim       | Pourkarim | 3:48  |
| 3.  | Who Started It    | Pourkarim       | Pourkarim | 4:45  |
| 4.  | Interlude         | Pourkarim       | Pourkarim | 1:42  |
| 5.  | Samuel            | Pourkarim       | Pourkarim | 3:42  |
| 6.  | Better Life       | Pourkarim       | Pourkarim | 3:24  |
| 7.  | What You Want     | Pourkarim       | Pourkarim | 3:14  |
| 8.  | In the Comet      | Pourkarim       | Pourkarim | 4:15  |
| 9.  | Vårens första dag | Pourkarim       | Pourkarim | 4:41  |
| 10. | Du följer med mig | Pourkarim       | Pourkarim | 4:37  |
| 11. | Sjung             | Pourkarim       | Pourkarim | 3:45  |

| 1. | På gatan där jag bor                      | Orup         | Pourkarim | 2:52 |
| 2. | Just nu                                   | Tomas Ledin  | Pourkarim | 4:00 |
| 3. | Alla vill till himmelen men ingen vill dö | Timbuktu     | Pourkarim | 2:32 |
| 4. | Ängeln i rummet                           | Eva Dahlgren | Pourkarim | 4:13 |
| 5. | Here I Go Again                           | E-Type / Mud | Pourkarim | 3:18 |
| 6. | Fred (till Melanie)                       | Mikael Wiehe | Pourkarim | 3:59 |

## Listplaceringar
| Lista (2011-2012)   | Topplacering |
| ------------------- | ------------ |
| Norska albumlistan  | 1            |
| Svenska albumlistan | 1            |

### Fotnoter
1. ↑  ”Julie”. Svensk Filmdatabas. http://www.sfi.se/sv/svensk-filmdatabas/Item/?itemid=75868&type=MOVIE&iv=Basic&ref=/templates/SwedishFilmSearchResult.aspx?id%3d1225%26epslanguage%3dsv%26searchword%3dfr%C3%B6ken+julie%26type%3dMovieTitle%26match%3dIdentical%26page%3d1%26prom%3dFalse. Läst 22 juli 2013.
2. ↑  ”VG-lista - Laleh / Sjung” (på norska). VG-lista. http://lista.vg.no/artist/laleh/album/sjung/12445. Läst 4 april 2012.
3. ↑  ”swedishcharts.com - Laleh - Sjung” (på engelska). swedishcharts.com. http://swedishcharts.com/showitem.asp?interpret=Laleh&titel=Sjung&cat=a. Läst 9 februari 2012.